# Amit R. Gicelter

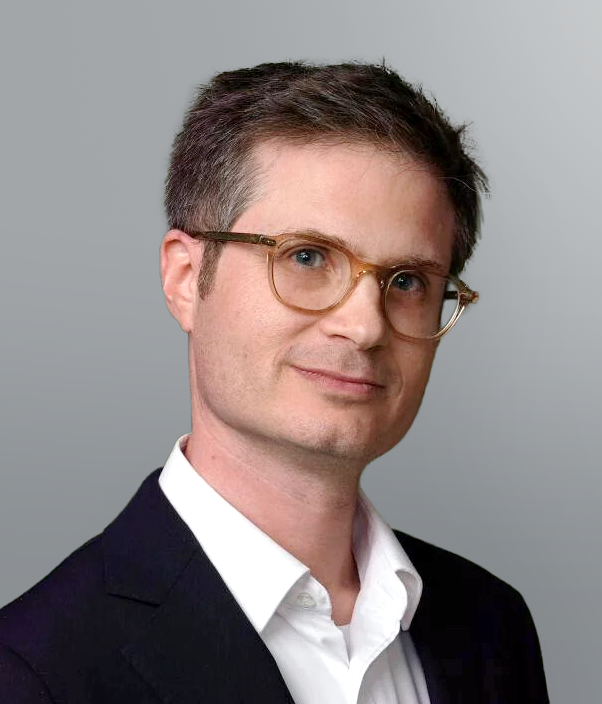
Amit Gicelter

Amit Russell Gicelter (hebräisch עמית ראסל גיצלטר; * 25. April 1981 in Jerusalem) ist ein britisch-israelischer Filmproduzent und Animator.

## Leben und Wirken
Gicelter studierte Animation & Film an der University of Westminster, wo er 2005 seinen Abschluss machte. Danach arbeitete er für einige Jahre freiberuflich als Filmproduzent, bevor er 2010 das Animationsstudio The Hive gründete, das Standorte in Jerusalem, Tel Aviv und Sderot hat. Gicelter war an mehreren Initiativen zur Förderung der Entwicklung der Animationsindustrie in Israel beteiligt, so unterzeichnete er 2021 beispielsweise ein Kooperationsabkommen mit einem Animationsstudio aus den Vereinigten Arabischen Emiraten für die Produktion der Zeichentrick-Kinderserie Crab & Cake.
Der von ihm produzierte Kurzfilm Black Slide wurde 2022 für einen Annie Award in der Kategorie Bester animierter Kurzfilm nominiert, bei der Oscarverleihung des darauf folgenden Jahres schaffte es der Film auf die Shortlist.
Für den 2022 erschienen Kurzfilm Brief an ein Schwein gewann Gicelter diverse Preise, auch erhielt der Film eine Nominierung bei der Oscarverleihung 2024 in der Kategorie Bester animierter Kurzfilm.

## Filmografie

### Regie
- 2005: Emuna: A Tale of Faith (Kurzfilm) (auch Drehbuch)
- 2007: Sour Milk (Kurzfilm) (auch Drehbuch)
- 2010: A Zionist’s Journey from Romania to Eritrea (Kurzfilm) (auch Produzent)
- 2013: Solito

### Produktion
- 2009: It’s Alive
- 2012: El Gringo
- 2014: Anafim Shvurim (Kurzfilm)
- 2014: God the Father
- 2017: Guide de Jardinage (Kurzfilm)
- 2021: Zwei Seelen (Kurzfilm)
- 2021: Black Slide (Kurzfilm)
- 2022: Brief an ein Schwein (Kurzfilm)
- 2022–23: Summer Memories (Fernsehserie, 20 Folgen)
- 2023: Swimming with Wings (Kurzfilm)